# Poběda (stanice metra v Samaře)
Poběda (rusky Победа, česky lze přeložit jako Vítězství) je stanice Samarského metra.

## Charakter stanice
Poběda je podzemní, jednolodní stanice. Nachází se zhruba uprostřed jediné v Samaře provozované linky metra. Stěny za nástupištěm jsou obložené kameny a symboly sovětské armády, nad výstupem je dekorativní skleněná mozaika s tematikou vítězství Rudé armády v roce 1945. Poběda má dva výstupy, jeden vede do podpovrchového, mělce založeného vestibulu, z něhož vedou výstupy na povrch a druhý do povrchového. Do roku 1992 plnila funkci konečné, je jednou z prvních stanic metra zprovozněných v roku 1987.